# トーマス・カークマン
トーマス・カークマン（英: Thomas Penyngton Kirkman、1806年3月31日 - 1895年2月3日
）は、イギリスの数学者、イングランド国教会教役者。本業は聖職者であったが、研究レベルの数学に関心を持ち続け、アレクサンダー・マクファーレンによって、19世紀イギリス数学者の10の主導者に選ばれた。1840年代、彼はシュタイナーシステムに関する存在定理を発見し、組み合わせデザインの分野を確立した。関連する問題には彼に因んでカークマンの女学生問題の名がつけられている。

## 生い立ち
1806年3月31日、カークマンは地元の綿花販売業者の息子として、ボルトンに生まれた。ボルトンのグラマースクールでは、カークマンはクラシックを学び、数学は教えられなかった。学校内で一番の学者として認識され、地元の司祭にケンブリッジ大学の奨学金を保証された。しかし、カークマンの父は大学進学を認めず、14歳で学校を去り父の事務所で働くことになった。
9年後、カークマンは父に抗って、トリニティ・カレッジに入学し、自身の学業を支えるため家庭教師として働いた。カレッジには多くの科目があったが、彼は最初に数学を学び、1833年B.A.を取得した。1835年、イングランドに帰還した。

## 按手と奉仕
イングランドに帰ってすぐに、カークマンはイングランド国教会の聖職者を叙階され、ベリー、後にリムの教区副牧師になった。また1839年、ランカシャーに新設されたクロフトの教区牧師に招かれ、1892年の引退までの52年間滞在した。神学的に、カークマンは反直解主義者の立場にあったジョン・コレンソを支援し、唯物論に強く反対した。彼は、神学に関する小冊子やパンフレットを多く出版した。例えば、1876年の書籍「Philosophy Without Assumptions」などがある。
1841年、カークマンはイライザ・ライト（Eliza Wright）と結婚し、7人の子供を設けた。子育てのために、イライザが家庭を守ることができる財産を相続するまで、カークマンは家庭教師の収入で費用を補った。牧師の職は、カークマンに多くを要求しなかったため、カークマンは数学に時間を充てることができた。
1895年2月4日、バウデンで没した。妻イライザはその10日後に死去した。

## 数学
カークマンの最初の出版物は、1846年の「Cambridge and Dublin Mathematical Journal」における、シュタイナーシステムに関連した問題に関するものであった。シュタイナー（triple）システムはこの2年前の雑誌The Lady's and Gentleman's Diaryでウェスリー・ウールハウスが発表したものである。カークマンとウールハウスの功績があったのにもかかわらず、シュタイナー（triple）システムは1853年にこのシステムを研究したヤコブ・シュタイナーの名を冠している。カークマンの2つ目の研究論文は、pluquaternionsに関する研究であった。
1848年、カークマンは学生のための数学の記憶術の本「Kirkman published First Mnemonical Lessons」を出版したが、これは成功しなかった。オーガスタス・ド・モルガンはこの書籍を"the most curious crochet I ever saw"と評価している。

### カークマンの女学生問題
1849年、カークマンはパスカル線に関する研究を行った。6点に対して、六角形の定め方は60通り存在し、それぞれにパスカル線が存在する。パスカル線に関するシュタイナーの研究を拡張して、カークマンは60本のパスカル線が60個の点を成すことを発見した。これは現在カークマン点（Kirkman points）と呼ばれる。各パスカル線は3つのカークマン点を含み、各カークマン点は3本のパスカル線に含まれる。これら点と直線は603603の射影配置を成している。
1850年、カークマンは、ウールハウスの問題に対して与えた解法が更なる性質を持っていることに気づき、雑誌「The Lady's and Gentleman's Diary」内でパズルとして公表した。
Fifteen young ladies in a school walk out three abreast for seven days in succession: it is required to arrange them daily, so that no two shall walk twice abreast.
これは現在カークマンの女学生問題として知られ、カークマンの最も有名な結果になった。彼はまた、組み合わせデザイン理論の作品を後年にいくつか発表している。

### Pluquaternions
1848年、カークマンは「On Pluquaternions and Homoid Products of n Squares」を著作した。四元数と八元数の一般化に関する研究を行い、この数の体系をカークマンはpluquaternion Qaと呼んだ。Pluquaternionはa > 3個の虚数単位によってあらわされる数である。カークマンは、単位の三重積における2つの等式がa = 3の場合には系の決定に十分だが、a = 4の場合十分でないというアーサー・ケイリーの主張を確認することに専念した。1900年までには、これらの数は多元数と呼ばれ、後に結合多元環理論の一部として扱われることになった。

### 多面体数え上げ
1853年から、カークマンは多面体に関する数え上げ数学の問題を研究した。最初はオイラーの多面体定理の証明と単純な多面体（各頂点に3つの辺が存在する多面体）の研究に専念した。その後、多面体のハミルトンサイクルを研究し、ウィリアム・ローワン・ハミルトンのIcosian game (Icosian game) の前に、ハルミトンサイクルを持たない多面体の例を作った。また、1世紀後のハリンの研究以前に、立方体ハリングラフを数え上げた。彼は、すべての多面体が、面と頂点を削る操作によって、ピラミッドから作成できることを証明し、双対多面体を研究した。

### 後年の功績
1858年からフランス科学アカデミーから提供されていた（受賞はされなかった）賞に奮起して、カークマンは群論の研究を始めた。この分野における彼の功績には、10以下の要素の集合の推移的群作用の数え上げがある。しかし、多面体の研究と同様に、カークマンの群論の研究は、新用語の発明の重圧などを理由に、後世に大きな影響を与える事はなかった。
1860年代初頭、カークマンは、論文の評価の低さと優先権を巡って、アーサー・ケイリーやジェームス・ジョセフ・シルベスターなどの数学の権威と仲違いした。後年の彼の数学の論文は （たいていは狂詩で）「Educational Times」の問題欄や、「Proceedings of the Literary and Philosophical Society of Liverpool」の人目につかない欄で公開された。しかし1884年に結び目理論を本格的に研究し、ピーター・テイトとともに10つの交差を持つ結び目の数え上げの論文を発表した。引退した後もカークマンは数学を活発に学び、没するまで研究を続けた。

## 受賞
1857年、 pluquaternionsと分割に関する研究の功績で、カークマンは王立協会フェローに選出された。 また、マンチェスター哲学協会や、リヴァプール文学哲学協会の名誉会員、オランダ王立科学協会 の外国人会員などにも選ばれている。
1994年より、ICA (Institute of Combinatorics and its Applications) は、彼に因んだカークマンメダル（Kirkman medal）の受賞を毎年行っている。授与対象は、博士取得後4年以内に組み合わせの分野で際立った研究をした者である。